# Hier, les oiseaux
 (avril 2023).
Si vous disposez d'ouvrages ou d'articles de référence ou si vous connaissez des sites web de qualité traitant du thème abordé ici, merci de compléter l'article en donnant les références utiles à sa vérifiabilité et en les liant à la section « Notes et références ».
Hier, les oiseaux (titre original : Where Late the Sweet Birds Sang) est un roman de science-fiction écrit par Kate Wilhelm et publié en 1976.

## Titre
Le titre du roman est tiré du 73e Sonnet de William Shakespeare.

## Résumé
Des changements climatiques massifs et des épidémies mondiales, attribués à une pollution à grande échelle, causent la fin de la civilisation. Une grande famille, les Sumner, s'organise pour survivre au sein d'une communauté isolée et indépendante dans une vallée. Mais l'infertilité se répand à la suite des maladies et de la pollution, et ils n'ont d'autre choix que de se tourner vers le clonage, pensant qu'après plusieurs générations de clones, la reproduction sexuée pourrait reprendre. Mais lorsque les membres fondateurs de leur communauté atteignent un grand âge, ils s’aperçoivent que leurs projets ne s'accordent pas aux nouvelles normes et modes de pensées adoptés par les clones, qui désormais refusent de recourir à la reproduction sexuée. David Sumner, le principal artisan de la technique, craint que ce mode de vie, qui tue la diversité, ne provoque à terme l'extinction de la communauté. Mais les clones, désormais adultes et méfiants vis-à-vis de l'ancien monde, voient la diversité et l'individualisme comme un danger. David tente alors de forcer le destin en sabotant l'unique ordinateur indispensable au clonage, mais il échoue et est finalement exilé.
Le temps passe, et l'individualité a disparu : les clones forment des groupes de 4 à 10 personnes, les fratries, qui dépendent les unes des autres et qui possèdent une grande empathie entre elles. La communauté décide d'une expédition dans les ruines d'une cité et sélectionne pour cela plusieurs personnes qui seront ainsi séparées de leurs frères ou sœurs pendant tout ce temps. L'expédition est un succès mais ses membres sont tous très affectés par la solitude. Parmi eux, une femme, Molly, renoue avec son individualité. Elle tente de séduire le médecin de l'expédition, plus affecté qu'il ne veut l'admettre, et de leur union de quelques jours, naîtra un enfant, Mark, lui aussi doté d'une personnalité unique, d'un sens artistique et d'une imagination, autant de qualités qui semblent se perdre au fur et à mesure des générations parmi les clones. Les autres membres de la communauté finissent par découvrir la chose, enlèvent l'enfant de Molly et l'enferment elle-même chez les reproductrices, un groupe de femmes destiné à produire des embryons qui servent de réserve de cellules souches qui doivent pallier les insuffisances de la technique de clonage. Molly se révolte, s'évade et retrouve une dernière fois son fils, à qui elle recommande d'attendre de devenir un homme avant d'agir. Puis, voulant retrouver son amant, porté disparu au cours d'une seconde expédition, elle se noie volontairement dans une rivière. 
Le comportement de Mark lui cause rapidement des ennuis en grandissant, mais en même temps, sa capacité d'adaptation s'avère très utile pour mener des expéditions et récupérer les ressources qui commencent à manquer dans la vallée. Les clones sont donc partagés entre l'idée de se servir de lui et se débarrasser de la menace qu'il pourrait représenter. Mark, de son côté, comprend vite que la fin de cette civilisation est inéluctable. Il a l'occasion d'en précipiter la chute en s'attaquant à la minoterie, unique source d'électricité de la vallée, mais y renonce pour monter un autre plan. Il kidnappe à la fois un groupe de clones - devenus trop bêtes pour prendre eux-mêmes des décisions - et les reproductrices pour aller former une nouvelle communauté où la reproduction redeviendra naturelle. 
20 ans plus tard, Mark revient au village mais n'y trouve que des ruines (la minoterie a été détruite par une tornade et les clones incapables de créativité n'ont su ni la réparer, ni s'adapter à la catastrophe), alors que la société qu'il a fondée prospère et s'apprête à recoloniser le monde. Chaque enfant étant redevenu un individu unique.

## Distinction
Hier, les oiseaux a reçu le prix Hugo du meilleur roman 1977 ainsi que le prix Locus du meilleur roman 1977. 